# Rally de Sliven
El Rally de Sliven es una prueba de rally que se disputa en Sliven (Bulgaria) desde el año 1976. Fue puntuable para diversos campeonatos, como el campeonato búlgaro, el Campeonato de Europa de Rally y en 2012 para el Intercontinental Rally Challenge.

## Historia
En su primera edición, disputada en abril de 1976, recibió el nombre de Sini Kamani y se disputó entre Balkan Sliven, Targovishte, Nova Zagora y Tvarditsa con un itinerario de cinco tramos sobre asfalto en un total de 399 km cronometrados. 120 participantes tomaron la salida siendo el ganador fue el búlgaro Stoyan Kolev en un AvyoVAZ 2103. Tras la carrera se llegó a un acuerdo entre el Sliven Motor Touring club y la fábrica Dinamo. El año siguiente tomó el nombre con el nuevo patrocinador y formó parte del campeonato búlgaro de rally. Un total de 151 pilotos tomaron la salida siendo el vencedor Ilia Tchoubrikov. Durante los siguientes cuatro años no se celebró debido a la falta de fondos.
En 1982 se retomó la prueba bajo el nombre de Rally Sliven y la primera ronda del certamen nacional. Se celebró sobre asfalto con un itinerario de seis tramos con un total de 101 km cronometrados. El ganador fue el búlgaro Bontcho Dunev con un Škoda 130 RS. En 1984 el recorrido se trasladó a la zona de los Balcanes y en 1985 recupera el patrocinador Dinamo, lo que modifica de nuevo el nombre de la prueba. En 1987 adquiere carácter internacional con un total de siete equipos extranjeros inscritos en la prueba. La normativa de la misma se adoptó a las exigencias de la FISA (antigua FIA). La prueba fue ganando popularidad y los inscritos se incrementaban, 61 en 1988 o 66 en 1989, muchos de los cuales eran equipos extranjeros provenientes de países como la URSS, Alemania, Checoslovaquia o Hungría.
En 1989 se decidió incluir la prueba en el campeonato Europeo y al año siguiente celebrada bajo el nombre de International Rally Dinamo, fue supervisada por comisarios de la FISA y se disputó íntegramente sobre asfalto debido a las exigencias de la federación internacional que obligaba a escoger una única superficie. Ese año el ganador fue por primera vez un piloto extranjero, siendo este el turco Atakan Iskinder con un Lancia Delta Integrale.
En 1991 la prueba perdió a Dinamo, su principal apoyo financiero y la empresa búlgara Sosser se comprometió a patrocinar la carrera por lo que recuperó su antigua denominación. En 1992 se vivió una de las ediciones más duras. La prueba de nuevo se celebró bajo la observación de los comisarios para su posible inclusión en el certamen europeo pero el mal tiempo, con constantes nevadas, provocó graves disturbios y la cancelación de cuatro tramos.
En 1994 la prueba fue incluida en el campeonato Europeo, con coeficiente 2. El epicentro se trasladó a Kotel. En 1996 se logra aumentar este coeficiente a 5, aunque ese año la lista de inscritos fue reducida, con solo 28 equipos, debido a la mala situación económica del país. Al año siguiente la carrera fue además puntuable para el campeonato yugoslavo debido a los acuerdos entre las federaciones de ambos países. Se introdujo además innovaciones técnicas como el sistema de foto finish lo que permitía más objetividad en la toma de tiempos. En el año 200 de nuevo se consiguió aumenta el coeficiente a lo más alto con 10 y al año siguiente se incluyó además como parte del calendario del campeonato turco. En 2004 la victoria se la llevó Dimitar Iliev siendo por primera vez para un vehículo de grupo N.
En el año 2007 se vivió una de las ediciones más duras debido a la muerte del piloto ucraniano Andrey Alexandrov. En 2008 la prueba se resiente debido a la crisis económica con participantes locales menos de lo habitual. Al año siguiente la organización decidió no llevar a cabo la prueba debido a la falta de apoyo financiero. En 2010 se volvió a celebrar en esta ocasión con sede en el Hotel Sport Palace, cerca del estadio Hadzhi Dimitar.
En 2012 se incluyó en el calendario del Intercontinental Rally Challenge. El vencedor fue Dimitar Iliev que logró su sexta victoria en la prueba.

## Palmarés
| Año  | Edición                        | Piloto           | Copiloto           | Vehículo                 | Otros      |
| ---- | ------------------------------ | ---------------- | ------------------ | ------------------------ | ---------- |
| 1976 | 1. Sini Kamani                 | Stoyan Kolev     | Nikolay Kamburov   | VAZ 2103                 |            |
| 1977 | 2. Rally Dinamo                | Ilia Tchoubrikov | Kolyo Tchoubrikov  | VAZ 21011                |            |
|      |                                |                  |                    |                          |            |
| 1982 | 3. Rally Sliven                | Bontcho Dunev    | George Marinov     | Škoda 130 RS             |            |
| 1983 | 4. Rally Sliven                | Radoslav Petkov  | Nikolay Momtchev   | VAZ 21011                |            |
| 1984 | 5. Rally Sliven                | Valeri Velikov   | Zlatan Iliev       | VAZ 21011                |            |
| 1985 | 6. Rally Dinamo                | Radoslav Petkov  | Nikolay Momtchev   | Nissan 240               |            |
| 1986 | 7. Rally Dinamo                | Valeri Velikov   | Zlatan Iliev       | Nissan 240               |            |
| 1987 | 8. Rally Dinamo                | Stoyan Kolev     | Boyko Ignatov      | Renault 11 Turbo         |            |
| 1988 | 9. Rally Dinamo                | Stoyan Kolev     | Boyko Ignatov      | Audi 90 Quattro          |            |
| 1989 | 10. Rally Dinamo               | Stoyan Kolev     | Boyko Ignatov      | Audi 90 Quattro          |            |
| 1990 | 11. International Rally Dinamo | Atakan Iskender  | Avimelek Ussoug    | Lancia Delta Integrale   |            |
| 1991 | 12. Rally Sosser Sliven        | Pavel Jekov      | Hristo Popov       | Audi 90 Quattro          |            |
| 1992 | 13. Rally Sosser Sliven        | George Petrov    | Ivan Tonev         | Volkswagen Golf          |            |
| 1993 | 14. Rally Sosser Sliven        | Nikolay Nikolov  | Krassimir Petrov   | Mitsubishi               |            |
| 1994 | 15. Rally Sosser Sliven        | George Petrov    | Ivan Tonev         | Ford Escort Cosworth     | ERC        |
| 1995 | 16. Rally Sosser Sliven        | George Petrov    | Ivan Tonev         | Ford Escort Cosworth     | ERC        |
| 1996 | 17. Rally Sosser Sliven        | George Petrov    | Ivan Tonev         | Ford Escort Cosworth     | ERC        |
| 1997 | 18. Rally Sosser Sliven        | Isik Volkan      | Erkan Bodur        | Ford Escort Cosworth     | ERC        |
| 1998 | 19. Rally Sosser Sliven        | Stoyan Kolev     | Rumen Manolov      | Ford Escort Cosworth     | ERC        |
| 1999 | 20. Rally Sosser Sliven        | Jasen Popov      | Dilian Popov       | Toyota Corolla           | ERC        |
| 2000 | 21. Rally Sosser Sliven        | Erkan Kazas      | Cem Bakancocuklari | Subaru Impreza WRC       | ERC        |
| 2001 | 22. Rally Sosser Sliven        | Dimitar Iliev    | Petar Sivov        | Peugeot 306              | ERC        |
| 2002 | 23. Rally Sooser Sliven        | Krum Donchev     | Rumen Manolov      | Peugeot 306              | ERC        |
| 2003 | 24. Rally Sooser Sliven        | Ilia Tzarski     | Lazar Tevekelov    | Ford Escort WRC          | ERC        |
| 2004 | 25. Rally Sooser Sliven        | Dimitar Iliev    | Petar Sivov        | Mitsubishi Lancer EVO    |            |
| 2005 | 26. Rally Sliven               | Krum Donchev     | Stojko Valchev     | Subaru Impreza WRX       |            |
| 2006 | 27. Rally Sliven               | Dimitar Iliev    | Yanaki Yanakiev    | Mitsubishi Lancer Evo IX |            |
| 2007 | 28. Rally Sliven               | Dimitar Iliev    | Yanaki Yanakiev    | Mitsubishi Lancer Evo IX |            |
| 2008 | 29. Rally Sliven               | Krum Donchev     | Stojko Valchev     | Peugeot 207 S2000        |            |
| 2010 | 30. Rally Sliven               | Krum Donchev     | Petar Yordanov     | Peugeot 207 S2000        |            |
| 2011 | 31. Rally Sliven               | Dimitar Iliev    | Yanaki Yanakiev    | Škoda Fabia S2000        |            |
| 2012 | 32. Mabanol Rally Sliven       | Dimitar Iliev    | Yanaki Yanakiev    | Škoda Fabia S2000        | IRC        |
| 2013 | 33. Rally Sliven               | Krum Donchev     | Petar Yordanov     | Ford Fiesta R5           |            |
| 2014 | 34. Rally Sliven               | Plamen Staykov   | Rafi Kadir         | Mitsubishi Lancer Evo IX | ERC Trophy |

- Referencias[2][3]